# Liste des maires d'Arreau

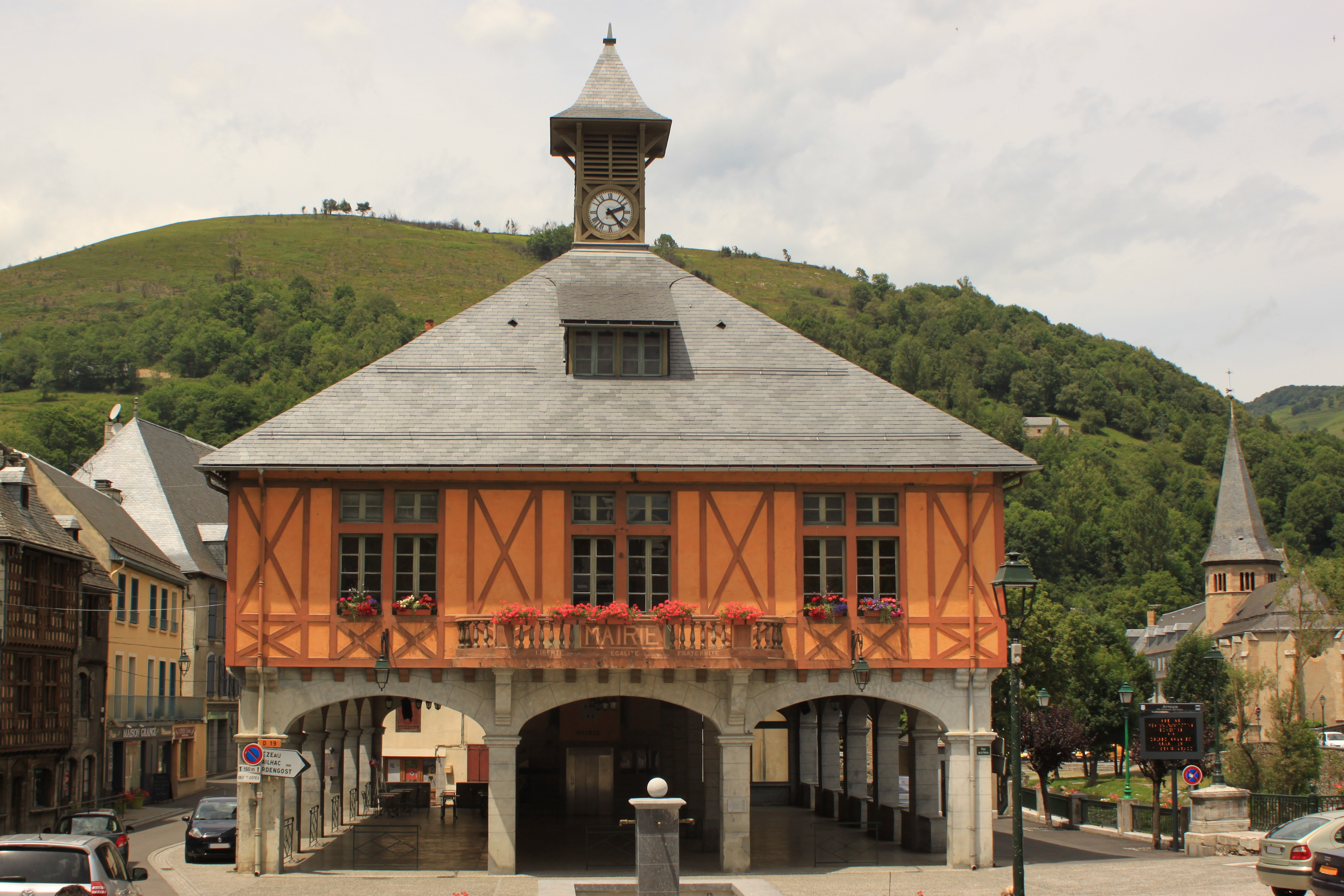
La mairie en 2014.

## Liste des maires
| Période                                  | Période   | Identité               | Étiquette | Qualité                                          |
| ---------------------------------------- | --------- | ---------------------- | --------- | ------------------------------------------------ |
| Les données manquantes sont à compléter. |           |                        |           |                                                  |
| 1892                                     | 1894      | Thomas Calamun         |           |                                                  |
| 1894                                     | 1896      | Bernard Forgue         |           |                                                  |
| 1896                                     | 1900      | Tiburce Feraud         |           |                                                  |
| 1900                                     | 1904      | Jean Bernard Forgue    |           |                                                  |
| 1904                                     | 1908      | Georges Molier         |           |                                                  |
| 1908                                     | 1925      | Charles Lenoir         |           |                                                  |
| 1925                                     | 1935      | Louis Aubiban          |           |                                                  |
| 1935                                     | 1944      | Pierre Mounicq         |           |                                                  |
| 1944                                     | 1971      | Jean Rolland           |           |                                                  |
| mars 1971                                | mars 1977 | Exupère Verdier        |           |                                                  |
| mars 1977                                | mars 1995 | Bénito (Benoit) Buetas | DVG       |                                                  |
| mars 1995                                | mars 2014 | Guy Vidailhet          |           |                                                  |
| mars 2014                                | en cours  | Philippe Carrère       | SE        | Agent EDF Président de la communauté de communes |